# Ligyra formosana
Ligyra formosana är en tvåvingeart som beskrevs 1931 av Sergey Paramonov. Arten ingår i släktet Ligyra och familjen svävflugor. Arten är endemisk för Taiwan och inga underarter finns listade i Catalogue of Life.